# IJsklimaat

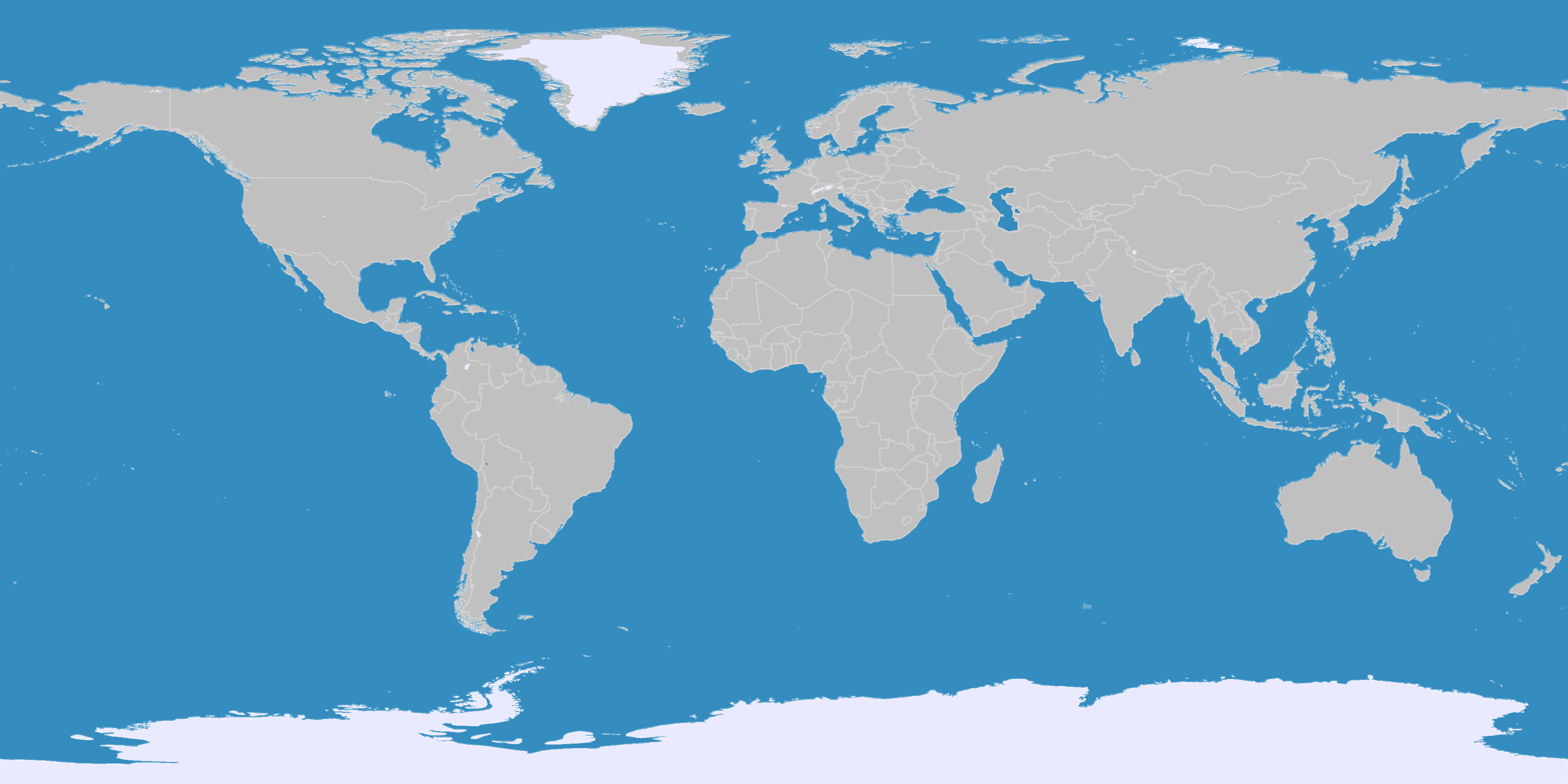
Gebieden met een ijsklimaat (EF)

Het ijsklimaat is het klimaat zoals dat heerst op de noordpool en de zuidpool.
Het ijsklimaat heeft volgens het systeem van Köppen de volgende kenmerken:
- Gemiddelde temperatuur van de koudste maand onder -3 °C
- Gemiddelde temperatuur van de warmste maand onder 0 °C

Köppen noemt het ijsklimaat ook wel het EF-klimaat.